# Schizobopyrina bruscai
Schizobopyrina bruscai är en kräftdjursart som beskrevs av Campos 1990. Schizobopyrina bruscai ingår i släktet Schizobopyrina och familjen Bopyridae. Inga underarter finns listade i Catalogue of Life.